# Ōyamazaki
Ōyamazaki (大山崎町?) è una cittadina giapponese della prefettura di Kyōto. È l'unico comune del distretto di Otokuni.

## Storia
I territori di Ōyamazaki e della parte sud-orientale della vicina Shimamoto, che fa parte della prefettura di Osaka, formano la zona di Yamazaki, teatro dell'omonima battaglia del XVI secolo.

## Infrastrutture e trasporti
Nel territorio comunale si trovano la stazione di Ōyamazaki, dove fermano i treni locali e semiespressi della linea principale Hankyū Kyōto, e la stazione di Yamazaki, dove fermano i treni locali della linea JR Kyōto.